# Attiliosa ruthae
Attiliosa ruthae is een slakkensoort uit de familie van de Muricidae. De wetenschappelijke naam van de soort is voor het eerst geldig gepubliceerd in 1996 door Houart.